# Final da Copa do Mundo FIFA de 1994
A final da Copa do Mundo FIFA de 1994 foi disputada em 17 de Julho no Rose Bowl, na cidade de Pasadena nos Estados Unidos, entre a Seleção Italiana e a Seleção Brasileira. 
Jogada às 12:30, horário local, esta foi a final da Copa do Mundo mais recente a ser disputada em plena luz do dia.
Ambas as equipes estavam em busca do Tetracampeonato Mundial, o que lhes daria a hegemonia do futebol. Foi a quinta vez que a Itália disputou uma Final de Copa do Mundo, e a quarta vez do Brasil, já que em 1950 não houve uma final propriamente dita, e sim uma rodada final de um quadrangular. Foi também a segunda vez que Brasil e Itália se confrontaram numa final (a outra foi em 1970), fazendo desta final a segunda disputada por equipes que já haviam se confrontado em outras finais de Copa do Mundo, já que Argentina e Alemanha haviam se enfrentado nas finais de 1986 e 1990.
Após 90 minutos de jogo no tempo normal e 30 minutos na prorrogação o jogo terminou empatado por 0 a 0, fazendo desta a primeira final de Copa do Mundo decidida nos pênaltis. Além disso, esta segue sendo a única final em que não houve gols no tempo normal.
Após a cobrança de 9 penalidades, o Brasil venceu a Itália por 3–2 nos pênaltis, e se tornou a primeira seleção tetracampeã do mundo.
Com o vice-campeonato da Itália, o zagueiro Franco Baresi tornou-se o sexto jogador na história a conquistar as medalhas de bronze, prata e de ouro em Copas do Mundo de futebol.

## Caminho até a Final
| Pos. | Seleção  | Pts | J | V | E | D | GP | GC | SG |
| ---- | -------- | --- | - | - | - | - | -- | -- | -- |
| 1    | Brasil   | 7   | 3 | 2 | 1 | 0 | 6  | 1  | +5 |
| 2    | Suécia   | 5   | 3 | 1 | 2 | 0 | 6  | 4  | +2 |
| 3    | Rússia   | 3   | 3 | 1 | 0 | 2 | 7  | 6  | +1 |
| 4    | Camarões | 1   | 3 | 0 | 1 | 2 | 3  | 11 | –8 |

| Pos. | Seleção | Pts | J | V | E | D | GP | GC | SG |
| ---- | ------- | --- | - | - | - | - | -- | -- | -- |
| 1    | México  | 4   | 3 | 1 | 1 | 1 | 3  | 3  | 0  |
| 2    | Irlanda | 4   | 3 | 1 | 1 | 1 | 2  | 2  | 0  |
| 3    | Itália  | 4   | 3 | 1 | 1 | 1 | 2  | 2  | 0  |
| 4    | Noruega | 4   | 3 | 1 | 1 | 1 | 1  | 1  | 0  |

## Detalhes da partida

### Antecedentes
Foi a segunda vez que a Seleção Italiana e a Seleção Brasileira se enfrentavam em uma final de Copa do Mundo - a outra foi em 1970, fazendo desta final a segunda disputada por equipes que já haviam se confrontado em outras finais de Copa do Mundo, já que Argentina e Alemanha haviam se enfrentado nas finais de 1986 e 1990 - mas Brasil e Itália já foram finalistas do torneio em outras ocasiões.
O Brasil chegava a uma final de Copa do Mundo depois de 24 anos (seu maior período longe da final deste certame na história) e a Itália depois de 12.
| Equipe | Aparições em finais anteriores (negrito indica vencedores) |
| ------ | ---------------------------------------------------------- |
| Brasil | 3* (1958, 1962, 1970)                                      |
| Itália | 4 (1934, 1938, 1970, 1982)                                 |

- Nota: Na Copa do Mundo FIFA de 1950 não houve uma final propriamente dita, mas sim uma rodada final de um quadrangular

### Pré-Jogo
Esta seria a terceira final seguida de Copa do Mundo em que algum jogador não teria condições de jogo. Arrigo Sacchi não pôde contar com Alessandro Costacurta, que estava suspenso. Foi um grande desfalque, já que ele estava fazendo uma ótima Copa do Mundo. Já do lado brasileiro, o desfalque era apenas o de Leonardo, suspenso por 4 jogos por ter dado uma cotovelado no estadunidense Tab Ramos nas Oitavas de final.
A Itália chegava para a partida com a dúvida se Roberto Baggio teria condições de jogo.Substituído no segundo tempo do jogo anterior, Roberto Baggio teve sua distensão no músculo da coxa confirmada pelos exames posteriores à semifinal. Ele também teve outro problema antes do jogo contra o Brasil. Em uma disputa de bola na semifinal, ele também quebrou um dente. Ele acabou indo para o jogo, mas claramente dava para perceber que ele estava com um desconforto. 
Dino Baggio e Albertini também se queixavam de dores musculares, enquanto Franco Baresi havia se recuperado em tempo recorde após a lesão do menisco que aconteceu no jogo contra a Noruega, ainda na 1a fase.
Pelo lado brasileiro, cinco jogadores recebiam cuidados especiais da equipe médica da CBF. Mas o único que estava em xeque antes da final era o zagueiro Márcio Santos, que sentia dores na virilha desde a vitória sobre os Estados Unidos.

### Resumo
No que foi, e ainda é, até a Copa de 2022, a única final da Copa do Mundo a não ter um gol marcado, o jogo seria definido por oportunidades perdidas. As chances foram poucas no primeiro tempo. A primeira delas com Romário, com um cabeceamento, após cruzamento de Jorginho, mas ele foi direto para Pagliuca. No final do primeiro tempo, Massaro teve a melhor chance da Itália na partida: num rápido contra-ataque, a bola sobrou pra ele na entrada da área na esquerda do ataque, mas seu chute foi defendido por Taffarel. 
O segundo tempo foi praticamente desprovido de chances de gols, já que o Brasil foi incapaz de romper o zagueiro de Baresi e Maldini. A falta de jogo ofensivo se deveu a uma forte participação de Dino Baggio na Itália e Dunga e Mauro Silva no Brasil. Mesmo assim, após um chute de Mauro Silva, Pagliuca ia tomando um frango, após não defender o chute e ser salvo pela trave.
Na prorrogação, as chances se tornavam mais abundantes, à medida que o Brasil começava a dominar o jogo. Romário teve outra chance no início da prorrogação. Depois, Pagliuca não cortou um cruzamento rasteiro de Cafu, mas Bebeto conseguiu perder um gol sem goleiro. Roberto Baggio, que ficou quieto durante a maior parte do jogo sofrendo uma lesão no início do torneio, teve seu único chute perigoso a gol em todo o jogo apenas na primeira metade do tempo extra, acertando um chute a cerca de 25 metros, mas Taffarel espalmou a bola para escanteio. Zinho teve uma chance no intervalo, no prolongamento, acertando seu chute de dentro da área, mas Pagliuca defendeu bem próximo ao poste. No segundo tempo da prorrogação, Romário perdeu a chance de ouro para entregar o troféu ao Brasil, pois Cafu o encontrou dentro da caixa de seis jardas. Com Pagliuca a pelo menos quatro jardas de distância dele, do outro lado do gol, e com todo o gol aberto, Romário incrivelmente chutou pra fora.
Com isso, foi a primeira vez que a Copa do Mundo seria decidida nos pênaltis. E seguiu sendo a única até 2006, quando curiosamente a mesma Itália dessa vez foi campeã.
O capitão italiano Baresi foi o primeiro a cobrar: ele chutou por cima do gol. O zagueiro brasileiro Márcio Santos foi o próximo. Ele foi o escolhido para ser o primeiro cobrador do Brasil pois nos treinamentos ele era o que tinha o melhor aproveitamento entre os jogadores do Brasil. Porém, diferentemente do que acontecia nos treinamentos, ele errou sua cobrança, após Pagliuca defender. O 0x0 no placar teimava em não sair. 
Albertini foi o próximo na Itália, marcando seu pênalti no canto superior. Romário foi o próximo no Brasil, e ele marcou seu pênalti, colocando-o tão longe no canto que acertou a trave, empatando em 1 a 1. 
Evani ficou em terceiro na Itália, ele marcou, colocando seu pênalti alto e no meio, quando Taffarel saltou para a direita. Branco foi o próximo no Brasil e marcou no canto inferior esquerdo. 
Massaro, que marcara duas vezes na final da Liga dos Campeões menos de dois meses antes, foi o próximo na Itália, mas não conseguiu colocar a bola na rede de Taffarel da mesma maneira que não conseguiu na partida, como o goleiro brasileiro defendeu, à sua esquerda. O capitão brasileiro Dunga foi o próximo, e ele confortavelmente colocou seu chute no canto inferior esquerdo, fazendo o match point. 
Com a Itália precisando marcar para manter seus sonhos vivos, o talismã Roberto Baggio se adiantou para bater o último pênalti. No que se tornaria um momento infame na história da Copa do Mundo, Roberto Baggio cobrou sua grande penalidade por cima da barra, de maneira semelhante a Baresi, e isso deu ao Brasil o seu quarto título.

### Ficha Técnica
| 17 de julho   | Brasil | 0 – 0 (pro) | Itália | Rose Bowl, Pasadena                      |
| 12:30 (UTC−7) |        | Relatório   |        | Público: 94 194 Árbitro: HUN Sándor Puhl |

|                                    |       | Penalidades                              |  |
| Márcio Santos Romário Branco Dunga | 3 – 2 | Baresi Albertini Evani Massaro R. Baggio |  |

| Brasil | Itália |

| G                       | 1  | Taffarel      |      |      |
| LD                      | 2  | Jorginho      |      | 21'  |
| Z                       | 13 | Aldair        |      |      |
| Z                       | 15 | Márcio Santos |      |      |
| LE                      | 6  | Branco        |      |      |
| V                       | 5  | Mauro Silva   |      |      |
| V                       | 8  | Dunga         |      |      |
| M                       | 17 | Mazinho       | 4'   |      |
| M                       | 9  | Zinho         |      | 106' |
| A                       | 11 | Romário       |      |      |
| A                       | 7  | Bebeto        |      |      |
| Substituições:          |    |               |      |      |
| G                       | 12 | Zetti         |      |      |
| G                       | 22 | Gilmar        |      |      |
| Z                       | 3  | Ricardo Rocha |      |      |
| Z                       | 4  | Ronaldão      |      |      |
| LD                      | 14 | Cafu          | 21'  | 87'  |
| M                       | 10 | Raí           |      |      |
| M                       | 18 | Paulo Sérgio  |      |      |
| M                       | 19 | Müller        |      |      |
| A                       | 20 | Ronaldo       |      |      |
| A                       | 21 | Viola         | 106' |      |
| Treinador:              |    |               |      |      |
| Carlos Alberto Parreira |    |               |      |      |

| G              | 1  | Gianluca Pagliuca     |     |     |
| LD             | 8  | Roberto Mussi         |     | 35' |
| Z              | 6  | Franco Baresi         |     |     |
| Z              | 5  | Paolo Maldini         |     |     |
| LE             | 3  | Antonio Benarrivo     |     |     |
| MD             | 14 | Nicola Berti          |     |     |
| M              | 13 | Dino Baggio           |     | 95' |
| M              | 11 | Demetrio Albertini    | 42' |     |
| ME             | 16 | Roberto Donadoni      |     |     |
| A              | 10 | Roberto Baggio        |     |     |
| A              | 19 | Daniele Massaro       |     |     |
| Substituições: |    |                       |     |     |
| G              | 12 | Luca Marchegiani      |     |     |
| G              | 22 | Luca Bucci            |     |     |
| LD             | 2  | Luigi Apolloni        | 35' | 41' |
| Z              | 7  | Lorenzo Minotti       |     |     |
| Z              | 4  | Alessandro Costacurta |     |     |
| LD             | 9  | Mauro Tassotti        |     |     |
| V              | 15 | Antonio Conte         |     |     |
| M              | 17 | Alberigo Evani        | 95' |     |
| M              | 18 | Pierluigi Casiraghi   |     |     |
| A              | 20 | Giuseppe Signori      |     |     |
| A              | 21 | Gianfranco Zola       |     |     |
| Treinador:     |    |                       |     |     |
| Arrigo Sacchi  |    |                       |     |     |

| Bandeirinhas: Venancio Zarate Mohammed Fanaei Quarto árbitro: Francisco Lamolina |

### Estatísticas
| Geral               | Brasil | Itália |
| ------------------- | ------ | ------ |
| Gols marcados       | 0      | 0      |
| Posse de Bola       | 58%    | 42%    |
| Finalizações totais | 24     | 7      |
| Finalizações certas | 10     | 3      |
| Escanteios          | 5      | 3      |
| Impedimentos        | 8      | 3      |
| Faltas cometidas    | 17     | 18     |

### Pós-Jogo
- Após Baggio perder a cobrança, a imagem mostra a equipe técnica da Seleção entrando em campo, e uma pessoa dando cambalhota: trata-se de Nocaute Jack, que na época era o massagista da Seleção.
- Ainda no campo de jogo, aproveitando os festejos pela conquista histórica, a equipe decidiu homenagear o piloto brasileiro de Fórmula 1, Ayrton Senna, que morreu cerca de dois meses antes em um terrível acidente ocorrido no Grande Prêmio de San Marino, em Ímola. A homenagem veio estampada no cartaz que dizia: "Senna, Aceleramos Juntos. O Tetra é Nosso". Esta faixa está em posse de Américo Faria, ex-superintendente da CBF. "Essa faixa quem fez fui eu e ela está guardada comigo até hoje", revelou.[10]
- O vice-presidente dos EUA, Al Gore, o presidente da UEFA, Lennart Johansson, e o presidente da FIFA, João Havelange, estavam entre os presentes na arquibancada durante a cerimônia de premiação. Foi o vice-presidente Gore entregou o troféu ao capitão brasileiro Dunga.
- Esta seguiu sendo a única final em que não houve gols no tempo normal, até 2010, quando a Espanha venceu na prorrogação. Em 2014 também não houve gols no tempo normal, e a Alemanha venceu na prorrogação.
- Com o vice-campeonato da Itália, o zagueiro Franco Baresi tornou-se o sexto jogador na história a conquistar as medalhas de bronze, prata e de ouro em Copas do Mundo de futebol.[3]